# 景德镇学院
景德镇学院，简称景院，是中华人民共和国的一所全日制本科公办省属普通高等学校，位于江西省景德镇市浮梁县浮梁大道3号。
1977年，景德镇市教师红专学校成立。1978年，改建为景德镇市教育学院。1982年，更名为景德镇教育学院。1993年6月，更名为景德镇高等专科学校。2013年4月，升格为景德镇学院。